# Krabuljica
Krabuljica (krabljica, lat. Chaerophyllum), rod jednogodišnjeg i dvogodišnjeg raslinja i trajnica iz porodice štitarki sa preko 60 vrsta raširenih po Europi, Aziji, Sjevernoj i Južnoj Americi, Australiji, sjeverozapadu Afrike, Novom Zelandu.  
U Hrvatskoj raste nekoliko vrsta (imena su im navedena u popisu sa hrvatskim nazivima). Čvorasta mjehurnjača uklopljena je u ovaj rod iz roda Myrrhoides ili mjehurnjača.

## Vrste
1. Chaerophyllum aksekiense A. Duran & H. Duman
2. Chaerophyllum andicola (Kunth) K. F. Chung
3. Chaerophyllum angelicifolium M. Bieb.
4. Chaerophyllum argenteum (Hook. fil.) K. F. Chung
5. Chaerophyllum aromaticum L., mirisna krabuljica
6. Chaerophyllum astrantiae Boiss. & Balansa
7. Chaerophyllum atlanticum Coss.
8. Chaerophyllum aurantiacum Post
9. Chaerophyllum aureum L., zlatna krabuljica
10. Chaerophyllum australianum K. F. Chung
11. Chaerophyllum azorellaceum (Buwalda) K. F. Chung
12. Chaerophyllum azoricum Trel.
13. Chaerophyllum basicola (Heenan & Molloy) K. F. Chung
14. Chaerophyllum borneense (Merr.) K. F. Chung
15. Chaerophyllum borodinii Albov
16. Chaerophyllum brevipes (Mathias & Constance) K. F. Chung
17. Chaerophyllum bulbosum L., lukovičasta krabuljica
18. Chaerophyllum buwaldianum (Mathias & Constance) K. F. Chung
19. Chaerophyllum byzantinum Boiss.
20. Chaerophyllum colensoi (Hook. fil.) K. F. Chung
21. Chaerophyllum coloratum L., obojena krabuljica
22. Chaerophyllum confusum Woronow
23. Chaerophyllum creticum Boiss. & Heldr.
24. Chaerophyllum crinitum Boiss.
25. Chaerophyllum dasycarpum (Hook. ex S. Watson) Nutt. ex Bush
26. Chaerophyllum daucoides (d'Urv.) K. F. Chung
27. Chaerophyllum elegans Gaudin
28. Chaerophyllum eriopodum (DC.) K. F. Chung
29. Chaerophyllum guatemalense K. F. Chung
30. Chaerophyllum gunnii (Mathias & Constance) K. F. Chung
31. Chaerophyllum hakkiaricum Hedge & Lamond
32. Chaerophyllum heldreichii Orph. ex Boiss.
33. Chaerophyllum hirsutum L., čupava krabuljica
34. Chaerophyllum humile M. Bieb.
35. Chaerophyllum involucratum (Hayata) K. F. Chung
36. Chaerophyllum karsianum Kit Tan & Ocakv.
37. Chaerophyllum khorassanicum Czern. ex Schischk.
38. Chaerophyllum leucolaenum Boiss.
39. Chaerophyllum libanoticum Boiss. & Kotschy
40. Chaerophyllum lineare (Hemsl.) K. F. Chung
41. Chaerophyllum macropodum Boiss.
42. Chaerophyllum macrospermum (Willd. ex Spreng.) Fisch. & C. A. Mey.
43. Chaerophyllum meyeri Boiss. & Buhse
44. Chaerophyllum nanhuense (Chih H. Chen & J. C. Wang) K. F. Chung
45. Chaerophyllum nivale Hedge & Lamond
46. Chaerophyllum nodosum (L.) Crantz, čvorasta mjehurnjača
47. Chaerophyllum novae-zelandiae K. F. Chung
48. Chaerophyllum orientalis (C. B. Clarke) P. K. Mukh.
49. Chaerophyllum orizabae (I. M. Johnst.) K. F. Chung
50. Chaerophyllum papuanum (Buwalda) K. F. Chung
51. Chaerophyllum plicatum (Mathias & Constance) K. F. Chung
52. Chaerophyllum posofianum Erik & Demirkus
53. Chaerophyllum prescottii DC.
54. Chaerophyllum procumbens (L.) Crantz
55. Chaerophyllum pulvinificum (F. Muell.) K. F. Chung
56. Chaerophyllum pumilum (Ridl.) K. F. Chung
57. Chaerophyllum ramosum (Hook. fil.) K. F. Chung
58. Chaerophyllum reflexum Lindl.
59. Chaerophyllum roseum M. Bieb.
60. Chaerophyllum rubellum Albov
61. Chaerophyllum sessiliflorum (Hook. fil.) K. F. Chung
62. Chaerophyllum syriacum Heldr. & Ehrenb. ex Boiss.
63. Chaerophyllum tainturieri Hook. & Arn.
64. Chaerophyllum taiwanianum (Masam.) K. F. Chung
65. Chaerophyllum temulum L., njišuća krabuljica
66. Chaerophyllum tolucanum (I. M. Johnst.) K. F. Chung
67. Chaerophyllum villarsii W. D. J. Koch, Vilarsova krabuljica
68. Chaerophyllum villosum Wall.
69. Chaerophyllum × intercedens Murr